# Campionato del mondo rallycross
Il Campionato del mondo rallycross FIA (ufficialmente chiamato FIA World Rallycross Championship, spesso abbreviato in WRX) è un campionato automobilistico di rallycross organizzato congiuntamente dalla FIA e dalla WRC Promoter.
La durata di ogni evento è di due giorni e le gare si disputano su circuiti chiusi con superficie mista asfalto/terra.
A partire dal 2021 sono rappresentate le categorie Supercar ed RX2e dedicata ai veicoli a propulsione elettrica.

## Caratteristiche tecniche
Dal 2021 il campionato vede partecipare 2 classi di veicoli:
- RX1Supercars : prendono spunto da vetture di serie ma vengono ampiamente modificate e potenziate; sono dotate di 4 ruote motrici ed un motore da 2000cc sovralimentato in grado di erogare 600 cavalli.
- RX2e: veicoli a propulsione elettrica dotati di due motori elettrici in grado di generare 335 cavalli e una potenza di coppia fino a 510 Nm. Le vetture sono tutte preparate dalla Olsbergs MSE in collaborazione con la QEV Technologies,società spagnola specializzata nella mobilità elettrica.

## Formato degli eventi
Come accennato il campionato del mondo consiste, al momento, in 10 eventi o "round" che si disputano su circuiti chiusi con superficie mista (generalmente asfalto/terra - asfalto/ghiaia).
Ogni evento si disputa nell'arco di un week-end e si articola come di seguito esposto:
- 4 batterie di qualificazione: ogni batteria di qualifica è composta da 4 gare, di 4 giri, a cui partecipano dalle 3 alle 5 auto. Al termine di ogni gara di qualifica, chiamate Q1, Q2, Q3 e Q4 si confrontano i tempi ottenuti dai vari piloti e si attribuiscono i punti. Alla fine di tutte e quattro le batterie di qualificazione si sommano i punti ottenuti e i 12 piloti con il punteggio più alto accedono alle semifinali.
- 2 Semifinali: ogni semifinale, di 6 giri, viene disputata da 6 piloti. I primi tre classificati di ciascuna semifinale accedono alla finale dell'evento. I tempi dei 6 piloti che accedono alla fase successiva vengono confrontati per attribuire punti utili alla vittoria dell'evento e per stabilire la griglia di partenza in finale.
- Finale: anche nella finale, di 6 giri, si affrontano sei piloti ed il vincitore ottiene un maggior numero di punti utili a vincere il round. Il vincitore della finale non è necessariamente il vincitore dell'evento in quanto, per stabilirlo, si fa fede ai punti ottenuti nelle batterie di qualificazione iniziali e nelle semifinali.
Durante tutte le batterie di qualificazione, le semifinali e la finale i piloti devono percorrere un "joker-lap" ovvero un giro con una deviazione. Ciò comporta una perdita di tempo che varia a seconda dei tracciati, questo perché il giro "Joker" rende leggermente più lungo, o più complesso, il circuito originale.
Qualora il pilota non effettuasse il joker-lap gli verrebbe inflitta una penalità di tempo; in caso di partenza anticipata il pilota coinvolto dovrà eseguire 2 joker.

## Sistema di attribuzione dei punti
I punti durante i vari round vengono attribuiti come indicato nella seguente tabella.
|                | Posizione | Posizione | Posizione | Posizione | Posizione | Posizione | Posizione | Posizione | Posizione | Posizione | Posizione | Posizione | Posizione | Posizione | Posizione | Posizione |
| Turno          | 1º        | 2º        | 3º        | 4º        | 5º        | 6º        | 7º        | 8º        | 9º        | 10º       | 11º       | 12º       | 13º       | 14º       | 15º       | 16º       |
| -------------- | --------- | --------- | --------- | --------- | --------- | --------- | --------- | --------- | --------- | --------- | --------- | --------- | --------- | --------- | --------- | --------- |
| Qualificazioni | 16        | 15        | 14        | 13        | 12        | 11        | 10        | 9         | 8         | 7         | 6         | 5         | 4         | 3         | 2         | 1         |
| Semifinali     | 6         | 5         | 4         | 3         | 2         | 1         |           |           |           |           |           |           |           |           |           |           |
| Finale         | 8         | 5         | 4         | 3         | 2         | 1         |           |           |           |           |           |           |           |           |           |           |

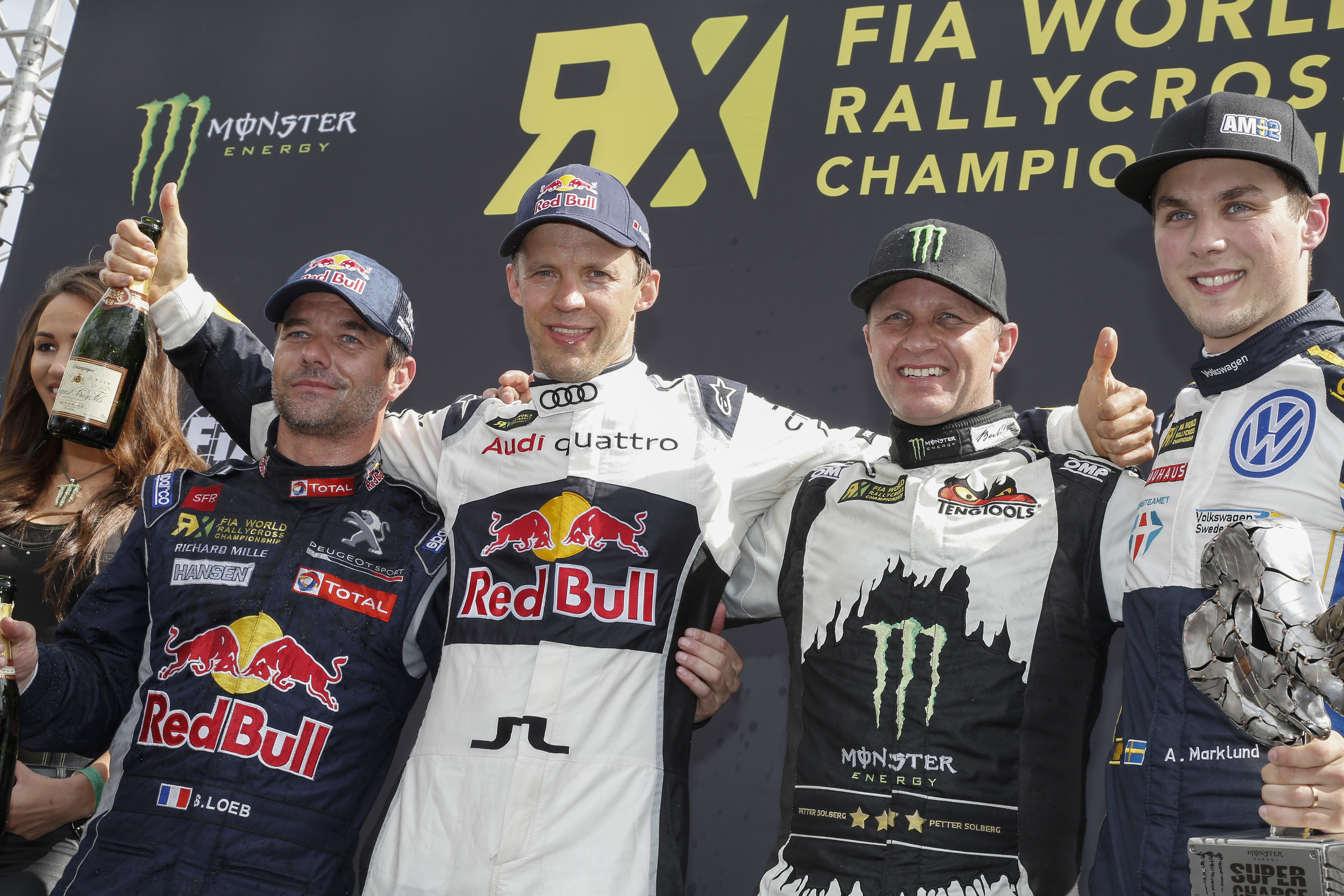
Sebastien Loeb, Mattias Ekström, Petter Solberg e Anton Marklund sul podio.

- Su sfondo rosso i piloti che non si qualificano per il turno successivo.

## Stagioni 2014 - 2015

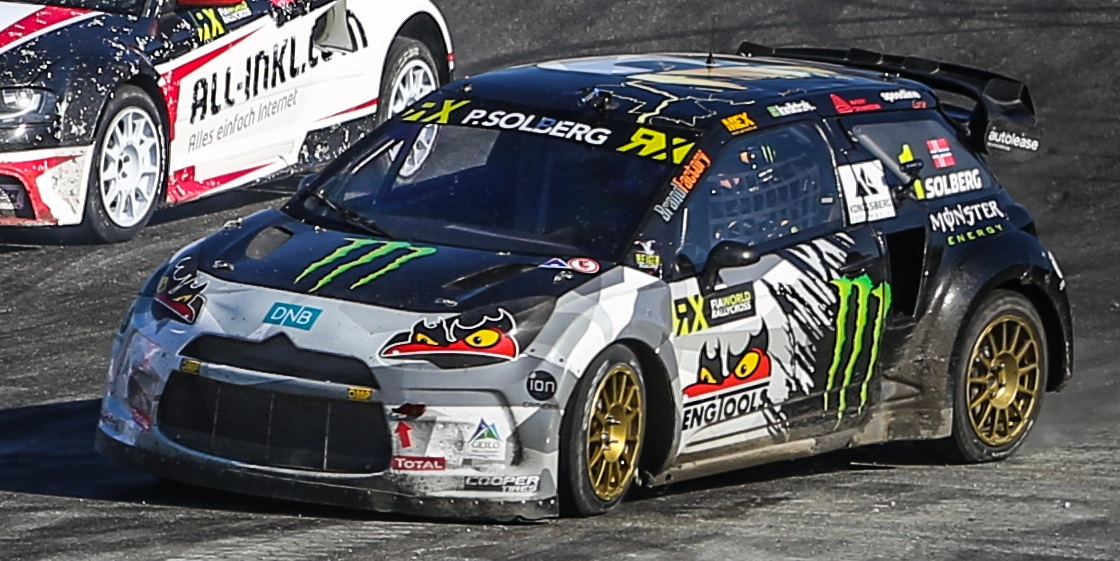
Il campione del 2014 e 2015 Petter Solberg alla guida della sua Citroen DS3

I primi due anni del neonato campionato mondiale di rallycross vedono come assoluto protagonista Petter Solberg.
L'ex campione del mondo WRC riesce a conquistare i primi due titoli iridati con la Citroen DS3 messa in pista dal proprio team.
Nella stagione 2014 su 12 eventi in calendario l'asso norvegese riesce a conquistare la vittoria in ben 5 round; nel campionato successivo riesce a riconfermarsi campione pur vincendo in sole tre occasioni.
Solberg è, ad oggi, l'unico pilota ad aver conquistato sia la corona di campione del mondo di rally (nel 2003 su Subaru Impreza) sia di campione del mondo di rallycross.

## Stagioni 2016 - 2017 - 2018
La stagione 2016 presentò alcune interessanti novità, prima fra tutte la presenza stabile di alcuni piloti di rilievo quali Mattias Ekström, Johan Kristoffersson, Ken Block e il nove volte campione del mondo rally Sébastien Loeb.

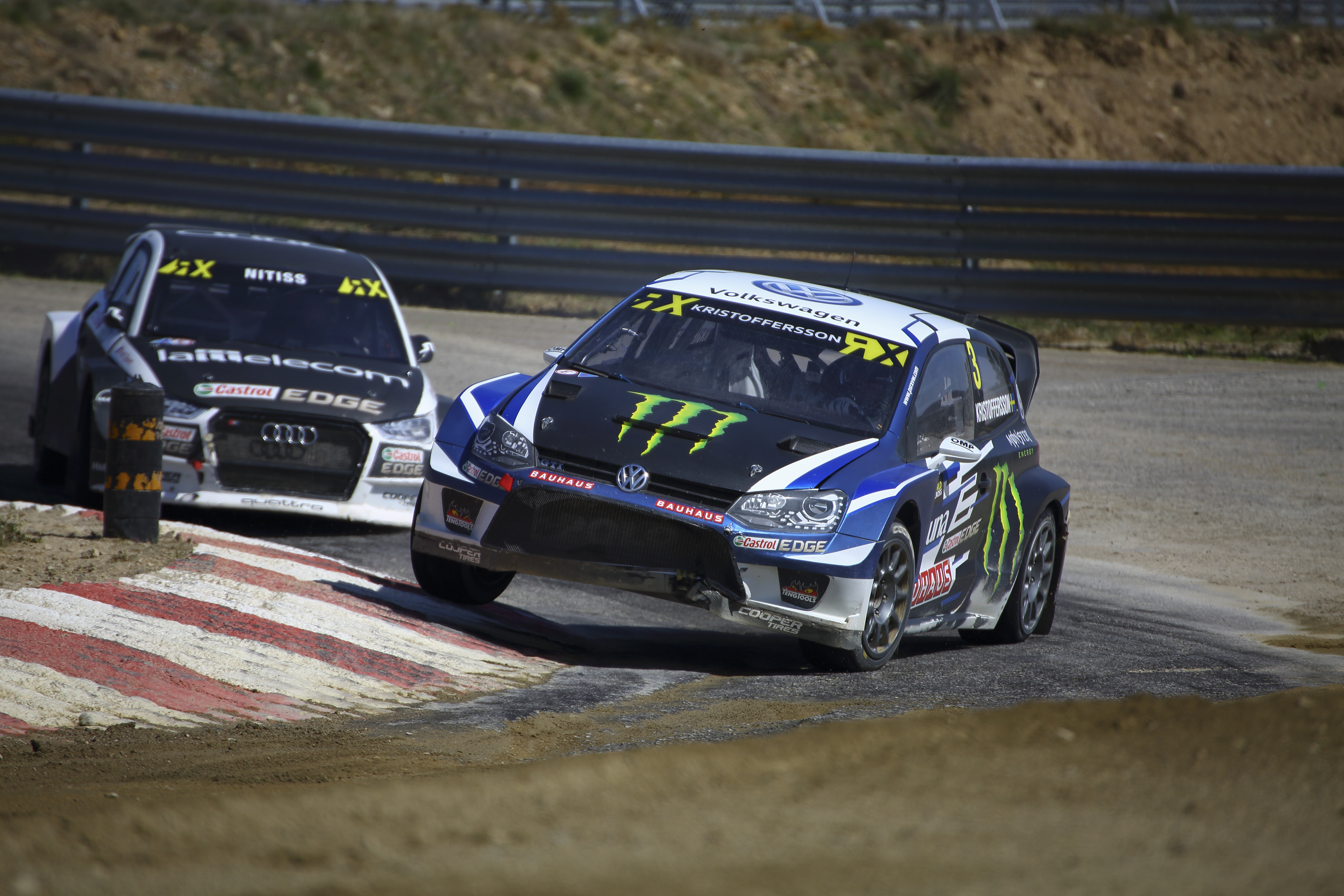
Kristoffersson, campione 2017, 2018 e 2020 in primo piano durante una fase di gara alla guida della VW Polo.

Inoltre costruttori come Audi, Volkswagen, Ford e Peugeot affiancano stabilmente, in maniera più o meno diretta, alcuni team fornendo pertanto un supporto ufficiale sia in termini di budget che di competenze tecniche.

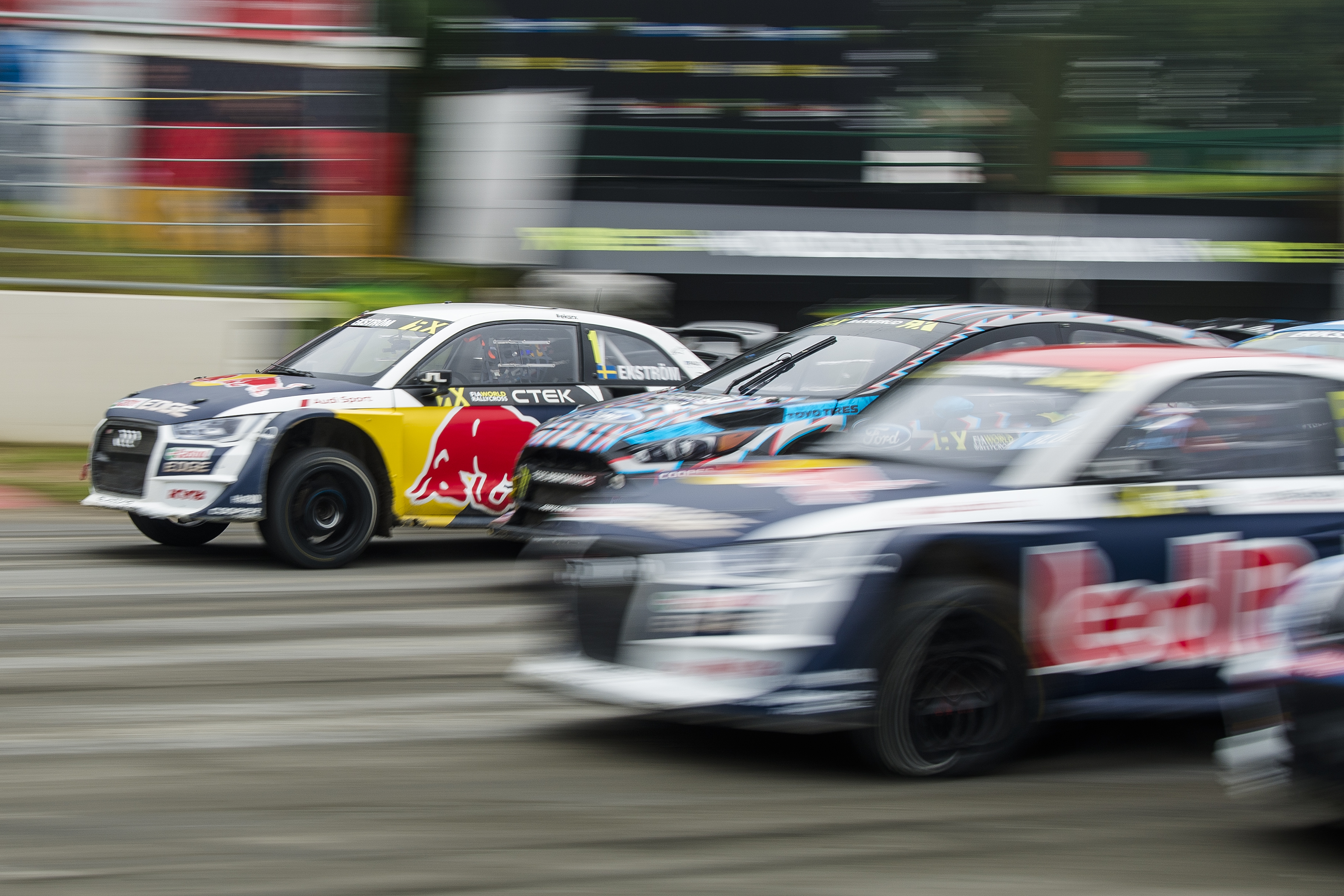
L'Audi S1 condotta dal campione del mondo 2016 Ekström.

Il campionato si rivela estremamente combattuto con una grande varietà di vincitori nei diversi round del mondiale.
Alla fine della stagione sarà però Mattias Ekström, vincitore in quattro eventi, ad aggiudicarsi il titolo di campione del mondo al volante della sua Audi S1.
Nella stagione 2017 si assiste ad un vero e proprio duello tra i due assi svedesi Ekström e Kristoffersson per la conquista della corona iridata.
Infatti su 12 eventi in calendario 11 vengono vinti dai due piloti svedesi e solo uno, round in Gran Bretagna, viene vinto da Petter Solberg.
Alla fine della stagione risulteranno decisive le 7 vittorie di Kristoffersson che si aggiudica con 316 punti il suo primo titolo mondiale con la sua Volkswagen Polo.
La stagione successiva fu un vero e proprio dominio da parte del campione in carica che si riconferma; su 12 eventi ben 11 vengono vinti dal pilota svedese lasciando agli avversari, Loeb nello specifico, la vittoria solo in Belgio.
Al termine del campionato tutti i costruttori presenti dismettono il loro impegno nel WRX ridimensionando pertanto il budget disponibile dei vari team per la stagione successiva.
Anche alcuni piloti come il campione Kristoffersson, Ekström, Solberg e Loeb annunciano il loro ritiro dal campionato per dedicarsi ad altre attività (rally o campionato turismo).

## Stagione 2019
Il campionato del mondo del 2019 verrà sicuramente ricordato come uno dei più combattuti ed avvincenti.
Nonostante il disimpegno da parte dei costruttori al termine del 2018,la griglia di partenza del mondiale 2019 si presenta ricca di piloti e team.
Andreas Bakkerud, Timmy Hansen,Kevin Hansen, Niclas Grönholm e l'esperto Liam Doran rappresentano le "nuove leve" che non dovranno far rimpiangere i piloti più di richiamo che hanno recentemente abbandonato il WRX.
Anche altri piloti come Timur Timerzyanov e Janis Baumanis hanno ormai raggiunto la "maturità" per poter ambire al titolo.

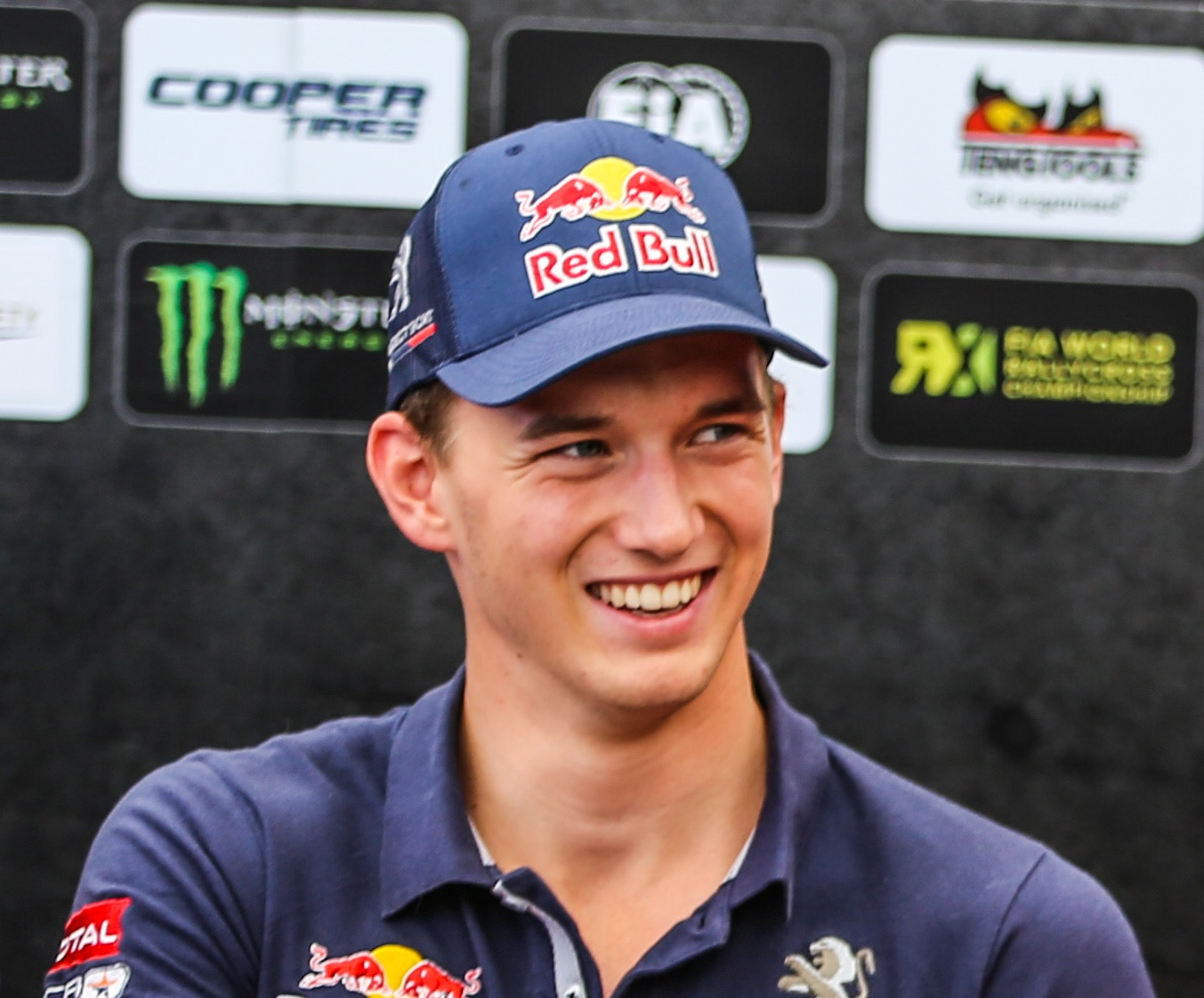
Il campione del mondo 2019 Timmy Hansen.

Il campionato si articola su 10 eventi con varie novità, round ad Abu Dhabi su tutti e vede sin da subito una lotta tra i fratelli Hansen e Andreas Bakkerud.
Nonostante il numero inferiore di eventi vinti il pilota norvegese riesce a restare in lizza per il campionato del mondo arrivando, a tre eventi dal termine, ad essere primo.
All'ultimo evento in calendario, il World RX of South Africa, i tre piloti arrivano vicinissimi in classifica per cui il titolo verrà deciso all'ultima gara.
Dopo un week end estremamente vivace e ricco di colpi di scena con una finale incredibile la corona iridata viene assegnata a Timmy Hansen; visto l'arrivo a pari merito in classifica con Andreas Bakkerud (211 punti ciascuno) il mondiale è stato assegnato considerando gli eventi vinti dai due piloti con risultato favorevole al pilota svedese (4 round contro 1). Chiuderà invece terzo in classifica generale il fratello del campione, Kevin Hansen.
Per Timmy Hansen, alla guida della Peugeot 208, si tratta del primo titolo mondiale.

## Stagione 2020
Il campionato del 2020 avrebbe dovuto iniziare il 16 aprile ma a causa della pandemia da COVID-19 esso prese il via soltanto il 22 agosto con l'appuntamento in Svezia.
La stagione si è articolata, visti i numerosi eventi annullati causa Coronavirus, su soli 4 eventi disputatisi in Svezia, Finlandia, Lettonia e Spagna.
Al fine di ottenere un numero minimo di prove, in ogni location si sono svolti 2 round validi per il mondiale il che ha portato a 8 il numero complessivo di eventi.
Vincendo 4 prove su 8 Johan Kristofferson, alla guida della VW Polo messa in pista dal suo team, si è aggiudicato il suo terzo titolo mondiale precedendo in classifica il connazionale Ekström.
Il titolo per la categoria Projekt E, riservata ai veicoli a propulsione totalmente elettrica i quali a partire dal 2022 dovrebbero comporre interamente la griglia del WRX, è andato a Natalie Barratt che ha avuto la meglio su Ken Block e Cyril Raymond.

## Stagione 2021
Il campionato del mondo per l'anno 2021 è iniziato il 23 Luglio con il round in Spagna sullo storico circuito di Montmelò; nonostante alcuni round cancellati, a causa dell'emergenza Coronavirus, il campionato si è articolato in 9 eventi disputatisi in Europa.
L'evento tenutosi in Lettonia, a settembre, ha visto lo svolgersi di due round validi per il mondiale al fine di poter raggiungere il numero minimo di prove necessarie all'assegnazione del titolo.
Al termine della stagione,per la categoria regina RX1, è stato incoronato campione del mondo lo svedese Johan Kristofferson il quale si è aggiudicato il 4º titolo; peculiarità è il primo ottenuto alla guida dell'Audi S1RX messa in pista dal Team KYB EKS JC (i precedenti titoli erano stati conquistati alla guida della Volkswagen Polo RX). 
Giova precisare che anche il connazionale Timmy Hansen, alla guida della Peugeot 208 RX, aveva ottenuto gli stessi punti,ovvero 217, ma il titolo è stato assegnato a Kristofferson in virtù dei maggiori round conquistati (3 contro 2).
Per la categoria RX2e, riservata ai veicoli con propulsione elettrica, il titolo è stato conquistato dal belga Guillaume De Ridder.
Andreas Bakkerud si è aggiudicato infine il titolo di campione europeo di rallycross per la categoria RX1.

## Stagione 2022
La stagione 2022 è stata dominata dal campione del mondo Johan Kristoffersson il quale ha trionfato in ben 8 eventi sui 10 a calendario ; solo in occasione nel secondo round in Portogallo e nel primo in Spagna non ha conquistato la vittoria.
Alla guida della Volkswagen Polo messa in pista dal team di famiglia, ovvero la Kristoffersson Motorsport, l'asso svedese ha conquistato 182 punti chiudendo il campionato con un vantaggio di 46 punti su Timmy Hansen; chiude il podio iridato Niclas Grönholm con 130 punti. Con il trionfo conseguito Kristoffersson sale a quota 5 titoli mondiali vinti e vince anche il primo titolo per il team.
Per la categoria RX2e il campionato è stato conquistato dal rookie belga Viktor Vranckx.

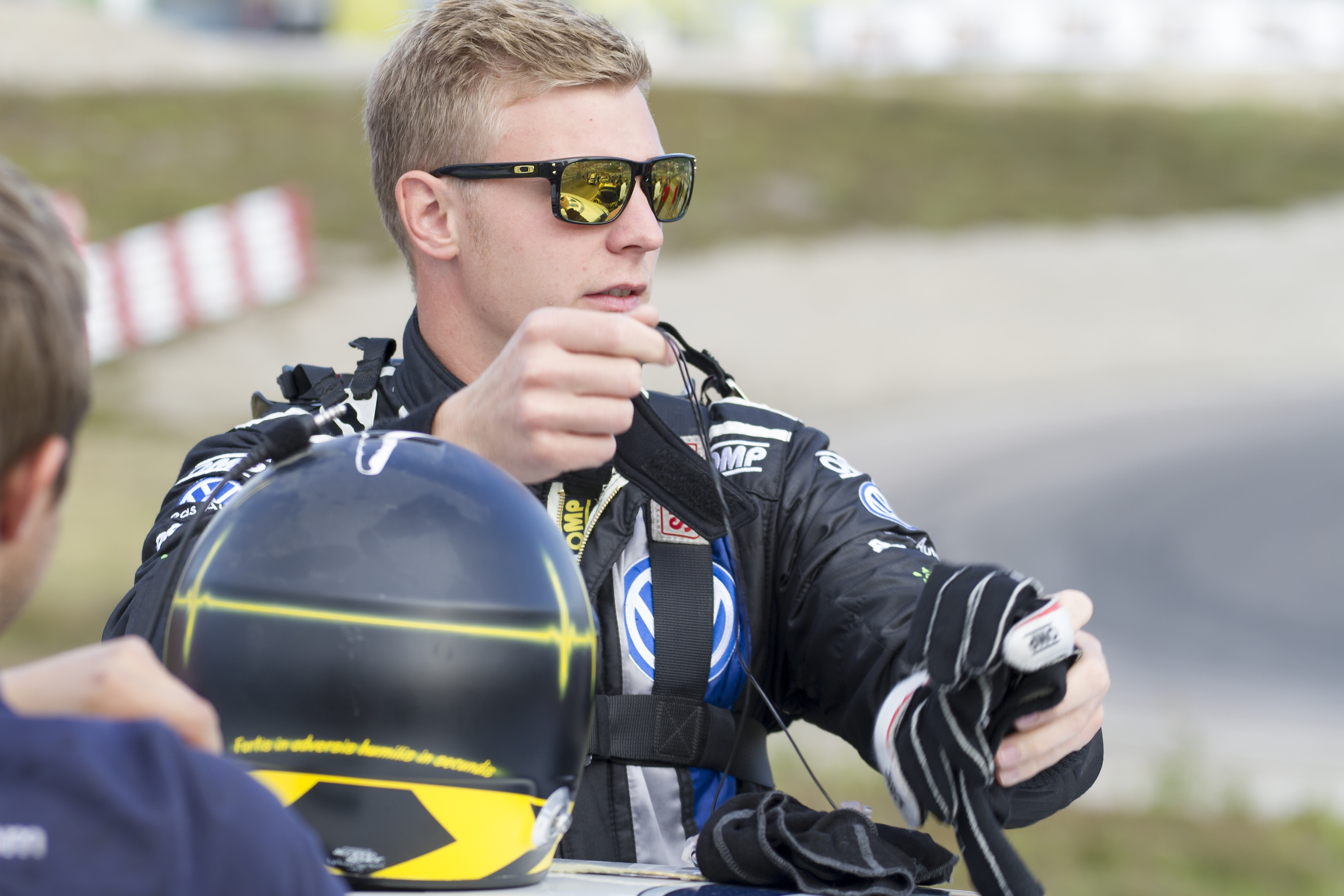
Il 6 volte campione del mondo, Johan Kristoffersson.

Lo svedese Anton Marklund si è invece aggiudicato il titolo per la categoria RX1.

## Stagione 2023
Il campionato del mondo 2023 è stato nuovamente conquistato dallo svedese Kristofferson il quale ha vinto in 5 dei 7 eventi presenti in calendario.
In occasione del secondo round in Portogallo e del primo ad Hong Kong gli eventi sono stati vinti rispettivamente da Renè Munnich e Kevin Hansen.
Sempre alla guida della Volkswagen Polo RX1e, affidata al team Volkswagen Dealerteam Bauhaus, il pilota scandinavo ha chiuso il campionato con 141 punti iridati chiudendo con un vantaggio di 37 punti su Kevin Hansen, secondo classificato, e 47 punti in più su Niclas Grönholm, che anche per questa stagione si è piazzato al terzo posto.
Con questo mondiale Kristoffersson conquista la sua sesta corona iridata portando anche alla vittoria del campionato scuderie il suo team.
Per il campionato RX2e il titolo è stato conquistato da un altro pilota svedese, Nils Andersson.
Completa il quadro dei titoli Anton Marklund che per il secondo anno di fila si aggiudica il titolo nella categoria RX1.

## Stagione 2024
Il campionato del 2024 è stato conquistato dall'asso svedese Johan Kristoffersson il quale,con questo titolo,ottiene la settima corona iridata.
Conquistando 240 punti ha preceduto il connazionale Kevin Hansen (197 punti) ed il norvegese Ole Christian Veiby (190 punti).
Anche in questa stagione il titolo scuderie è stato conquistato dal suo team KMS Motorsport.

## Albo d'oro
| Anno | Titolo piloti Supercar / RX1 / RX1e | Titolo piloti Supercar / RX1 / RX1e | Titolo piloti Supercar / RX1 / RX1e | Titolo scuderie Supercar / RX1 / RX1e | Titolo scuderie Supercar / RX1 / RX1e | Titolo piloti Projekt E | Titolo piloti Projekt E | Titolo piloti RX2 / RX2e | Titolo piloti RX2 / RX2e |
| Anno | Pilota campione                     | Scuderia                            | Auto                                | Scuderia campione                     | Auto                                  | Pilota campione         | Auto                    | Pilota campione          | Scuderia                 |
| ---- | ----------------------------------- | ----------------------------------- | ----------------------------------- | ------------------------------------- | ------------------------------------- | ----------------------- | ----------------------- | ------------------------ | ------------------------ |
| 2014 | Petter Solberg                      | PSRX                                | Citroën DS3                         | OlsbergsMSE                           | Ford Fiesta ST                        | Non disputato           | Non disputato           | Non disputato            | Non disputato            |
| 2015 | Petter Solberg                      | SDRX                                | Citroën DS3                         | Team Peugeot-Hansen                   | Peugeot 208 WRX                       | Non disputato           | Non disputato           | Non disputato            | Non disputato            |
| 2016 | Mattias Ekström                     | EKS RX                              | Audi S1                             | EKS RX                                | Audi S1                               | Non disputato           | Non disputato           | Cyril Raymond            | Olsbergs MSE             |
| 2017 | Johan Kristoffersson                | PSRX Volkswagen Sweden              | Volkswagen Polo GTI                 | PSRX Volkswagen Sweden                | Volkswagen Polo GTI                   | Non disputato           | Non disputato           | Cyril Raymond            | Olsbergs MSE             |
| 2018 | Johan Kristoffersson                | PSRX Volkswagen Sweden              | Volkswagen Polo R                   | PSRX Volkswagen Sweden                | Volkswagen Polo R                     | Non disputato           | Non disputato           | Oliver Eriksson          | Olsbergs MSE             |
| 2019 | Timmy Hansen                        | Team Hansen MJP                     | Peugeot 208 WRX                     | Team Hansen MJP                       | Peugeot 208 WRX                       | Non disputato           | Non disputato           | Oliver Eriksson          | Olsbergs MSE             |
| 2020 | Johan Kristoffersson                | Kristoffersson Motorsport           | Volkswagen Polo GTI RX              | KYB Team JC                           | Audi S1 RX Quattro                    | Natalie Barratt         | Ford Fiesta ERX         | Henrik Krogstad          | Olsbergs MSE             |
| 2021 | Johan Kristoffersson                | KYB EKS Team JC                     | Audi S1                             | Hansen World RX Team                  | Peugeot 208 WRX                       | Non disputato           | Non disputato           | Guillaume De Ridder      | Olsbergs MSE             |
| 2022 | Johan Kristoffersson                | Kristoffersson Motorsport           | Volkswagen Polo RX1e                | Kristoffersson Motorsport             | Volkswagen Polo RX1e                  | Non disputato           | Non disputato           | Victor Vranckx           | Olsbergs MSE             |
| 2023 | Johan Kristoffersson                | Volkswagen Dealerteam Bauhaus       | Volkswagen Polo RX1e                | Volkswagen Dealerteam Bauhaus         | Volkswagen Polo RX1e                  | Non disputato           | Non disputato           | Nils Andersson           | Olsbergs MSE             |
| 2024 | Johan Kristoffersson                | Volkswagen Dealerteam Bauhaus       | Volkswagen Polo RX1e                | Volkswagen Dealerteam Bauhaus         | Volkswagen Polo RX1e                  | Non disputato           | Non disputato           | Nils Andersson           | Olsbergs MSE             |

## Media

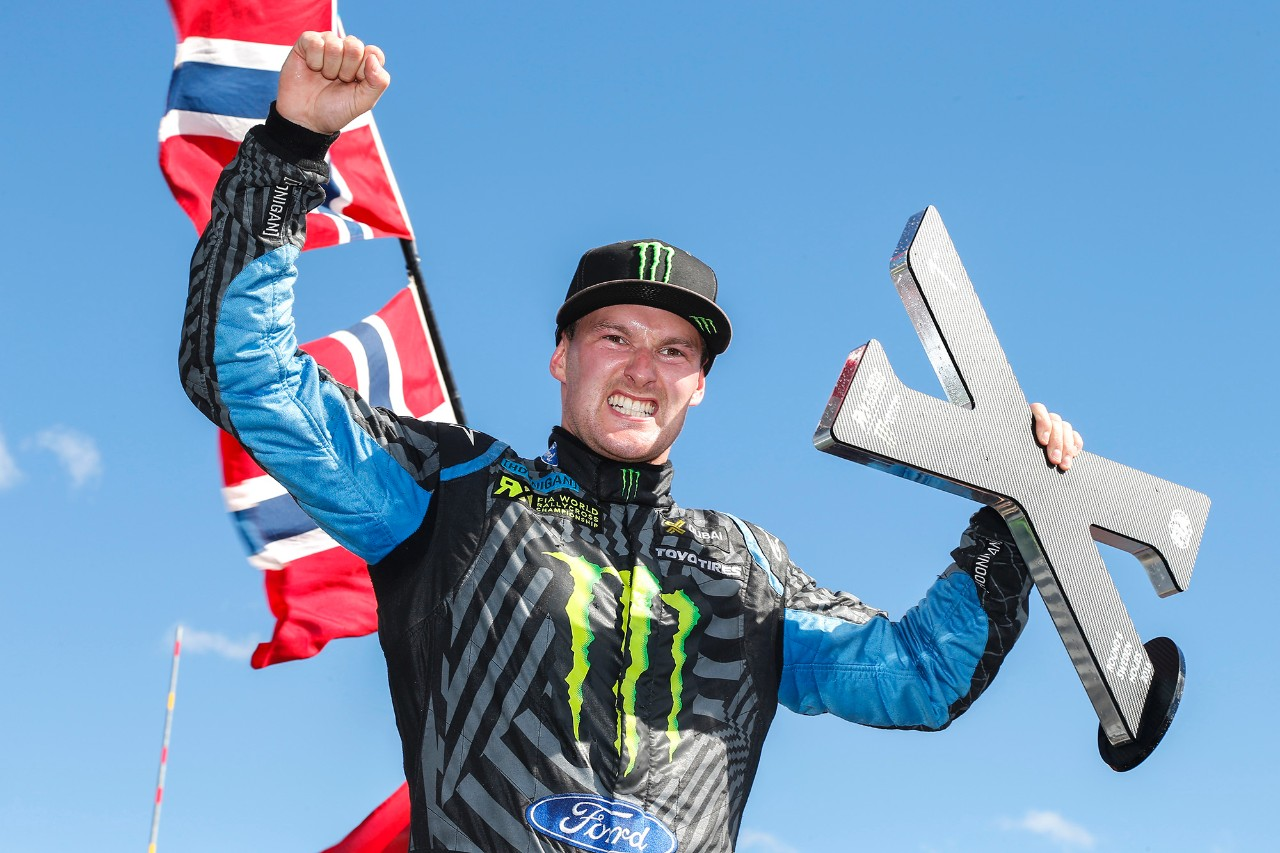
Andreas Bakkerud al termine del round in Svezia, nel 2016, con i colori della Hoonigan Racing Division.

Fino al 2020, il campionato era trasmesso in diretta televisiva in vari paesi del mondo.
Dalla stagione 2021, in seguito al cambio dell'organizzatore, gli eventi sono diventati visibili solo tramite il canale ufficiale del campionato "RX+ All Live" tramite abbonamento, mentre sul canale ufficiale YouTube vengono pubblicati gli highlight di ogni sessione.
La serie di videogiochi Dirt nei suoi ultimi tre capitoli ( Dirt Rally - Dirt 4 e Dirt Rally 2.0 ) ha ottenuto la licenza per il WRX pertanto è possibile gareggiare su tutti i circuiti del campionato con veicoli e piloti ufficiali.